# 11714 Mikebrown
Mikebrown (asteróide 11714), também chamado de 1998 HQ51 é um asteróide do cinturão de asteróides descoberto pelo Observatório Lowell em 28 de Abril de 1998. Seu nome é uma homenagem ao astrônomo americano Michael E. Brown, descobridor de vários objetos transneptunianos, dentre eles os planetas-anões Éris e Haumea.
Mikebrown possui uma órbita anormalmente excêntrica e não é muito brilhante. Com uma magnitude absoluta de apenas 13,9, provavelmente não deve ter mais que 10km de diâmetro. Astrônomos nunca noticiaram alguma explosão vinda do asteróide.

## Órbita

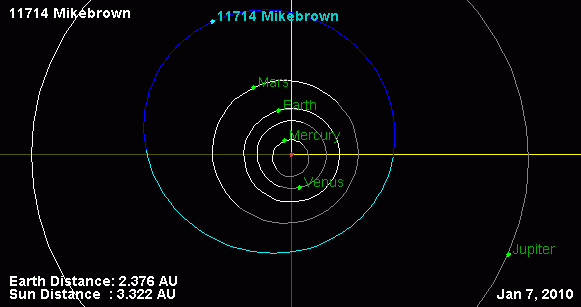
Em 7 de Janeiro de 2010, 11714 Mikebrown ficou em oposição com Mercúrio, Terra e Marte. Na imagem, nota-se a órbita do asteróide em comparação a órbita dos planetas telúricos e Júpiter.